# Distretto di Sebdou
Il distretto di Sebdou è un distretto della provincia di Tlemcen, in Algeria.

## Comuni
Il distretto di Sebdou comprende 3 comuni:
- Sebdou
- El Aricha
- El Gor